# Geografía de Florencia (Caquetá)

Ubicación de Florencia en Caquetá.

La ciudad de Florencia, capital del departamento colombiano de Caquetá se encuentra ubicada en el piedemonte de la cordillera Oriental de Colombia, a orillas del río Hacha. Su altitud media es de 242 m s. n. m., su precipitación media anual es de 3840 mm y su temperatura promedio es de 25 °C.

## Localización
Florencia está situada en una zona de transición entre la Región Andina y la Región Amazónica de Colombia. Cerca del 40% de su territorio se localiza en el paisaje de cordillera por encima de los 900 m s. n. m., perteneciente a la Reserva Forestal de la Amazonia creada por la Ley 2 de 1959, en tanto que una porción del área restante hace parte del Distrito de Conservación de Suelos y Aguas del Caquetá.
Su ubicación urbana se encuentra en la confluencia de aguas del piedemonte en el río Orteguaza. A la vez que esto le concede preeminencia por la abundancia de agua natural, también se convierte en una amenaza permanente de riesgo por inundaciones. Florencia tiene unas dinámicas particulares determinadas por su estructura urbana y las restricciones físicas, caracterizada por su sistema hídrico que inhabilita por riesgos de avalancha e inundación una parte importante del territorio.

### Límites
El municipio de Florencia limita por el norte con el departamento del Huila y el municipio de La Montañita, por el este con el municipio de La Montañita, por el sur con los municipios de Milán y Morelia, y por el oeste con el municipio de Belén de los Andaquíes y el departamento del Huila.
| Noroeste: Huila                          | Norte: Huila · La Montañita | Nordeste: La Montañita |
| Oeste: Huila · Belén de los Andaquíes    |                             | Este: La Montañita     |
| Suroeste: Belén de los Andaquíes Morelia | Sur: Morelia Milán          | Sureste: Puerto Milán  |

Los límites de Florencia fueron establecidos inicialmente por el Decreto 642 del 17 de junio de 1912 que creó el municipio, los cuales fueron modificados por el Decreto 2335 del 9 de septiembre de 1953 y luego, por medio de la Ordenanza 03 del 12 de noviembre de 1985:
Por el Decreto 2335 del 9 de septiembre de 1953:

- Con el municipio de La Montañita: «[…] a buscar la desembocadura de la quebrada La Niña en el río Orteguaza; éste aguas arriba hasta encontrar el río San Pedro; éste aguas arriba hasta su origen; de aquí por la línea más corta al filo de la cordillera Oriental; siguiendo por éste hacia el sur, hasta ponerse al frente del nacimiento del río Bodoquero, primer lindero citado».
- Con el municipio de Belén de los Andaquíes: «Desde el nacimiento del río Bodoquero, éste aguas abajo hasta la desembocadura de la quebrada Agua Caliente». Este límite fue modificado posteriormente al definir los límites del municipio de Morelia con el municipio de Florencia y en la actualidad corresponde al tramo comprendido «desde el nacimiento del río Bodoquero, éste aguas abajo hasta la desembocadura del río Batato».

Por la Ordenanza 03 del 12 de noviembre de 1985:

- Con el municipio de Morelia: «Partiendo de la desembocadura del río Batato con el río Bodoquero, se sigue por éste aguas abajo hasta donde le desemboca por su margen izquierda la quebrada La Chucua, lugar de concurso de los municipios de Morelia, Florencia y Milán».
- Con el municipio de Milán: «Partiendo de la desembocadura de la quebrada La Chucua, en la margen izquierda del río Bodoquero, de este punto se sigue en dirección Nor-Este hasta encontrar la desembocadura por la margen izquierda de la quebrada La Niña María, en el río Orteguaza, lugar de concurso de los municipios de Milán, Florencia y La Montañita».

## Geografía política
| Mapa de corregimientos de Florencia |
| ----------------------------------- |
|                                     |

De acuerdo con el Plan de Desarrollo 2006-2010, el municipio de Florencia en su perímetro urbano ocupa un área superior a 1740.9 ha y se encuentra organizado administrativamente en 174 barrios dentro de cuatro comunas.
| Comunas           | Comunas |
| Comuna N.º        | Barrios |
| ----------------- | ------- |
| 1. Norte          | 41      |
| 2. Occidental     | 17      |
| 3. Sur            | 39      |
| 4. Oriental       | 77      |
| Total barrios 174 |         |

El sector rural comprende aproximadamente 2200 kilómetros cuadrados y está dividido políticamente en siete corregimientos conformados por 178 veredas. Adicionalmente, forman parte del municipio las inspecciones de policía de San Guillermo, el Remolino, Norcasia, El Pará, San Antonio de Atenas, Santana de Las Hermosas y Maracaibo, así como los resguardos indígenas Gorgonia, Honduras y San Pablo El Pará.
| Corregimientos         | Corregimientos |
| ---------------------- | -------------- |
| Danubio                | Orteguaza      |
| San Pedro              | Venecia        |
| Santo Domingo          | San Martín     |
| El Caraño              |                |
| Total corregimientos 7 |                |

## Relieve

### Fisiografía

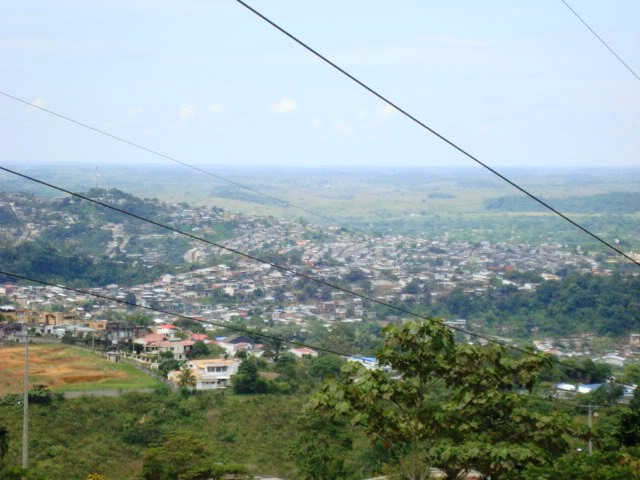
Noreste de la ciudad de Florencia. Zona de transición entre llanura y piedemonte.

El territorio de Florencia lo conforman tres conjuntos fisiográficos:
- Vertientes: Florencia está localizada sobre ramales de la cordillera Oriental. En esta zona y a partir de la cota de 1400 m s. n. m. se encuentra el bosque de niebla más bajo del mundo,[8] considerando que los bosques andinos frecuentemente están cubiertos de niebla a partir de la cota de los 1800 m s. n. m.[9] Entre las principales alturas destaca el cerro Sinaí, situado sobre un ramal de la cordillera Oriental. En él nacen varios afluentes del río Hacha y se constituye en un mirador de Florencia y de los valles del río Orteguaza.
- Piedemonte: El piedemonte, en el centro del término municipal, está conformado por abanicos, conos y terrazas disectadas.
- Llanura: En el sur se localiza la llanura amazónica, caracterizada por sus terrenos planos a ondulados, conformados por altillanuras disectadas y valles aluviales.

### Geomorfología

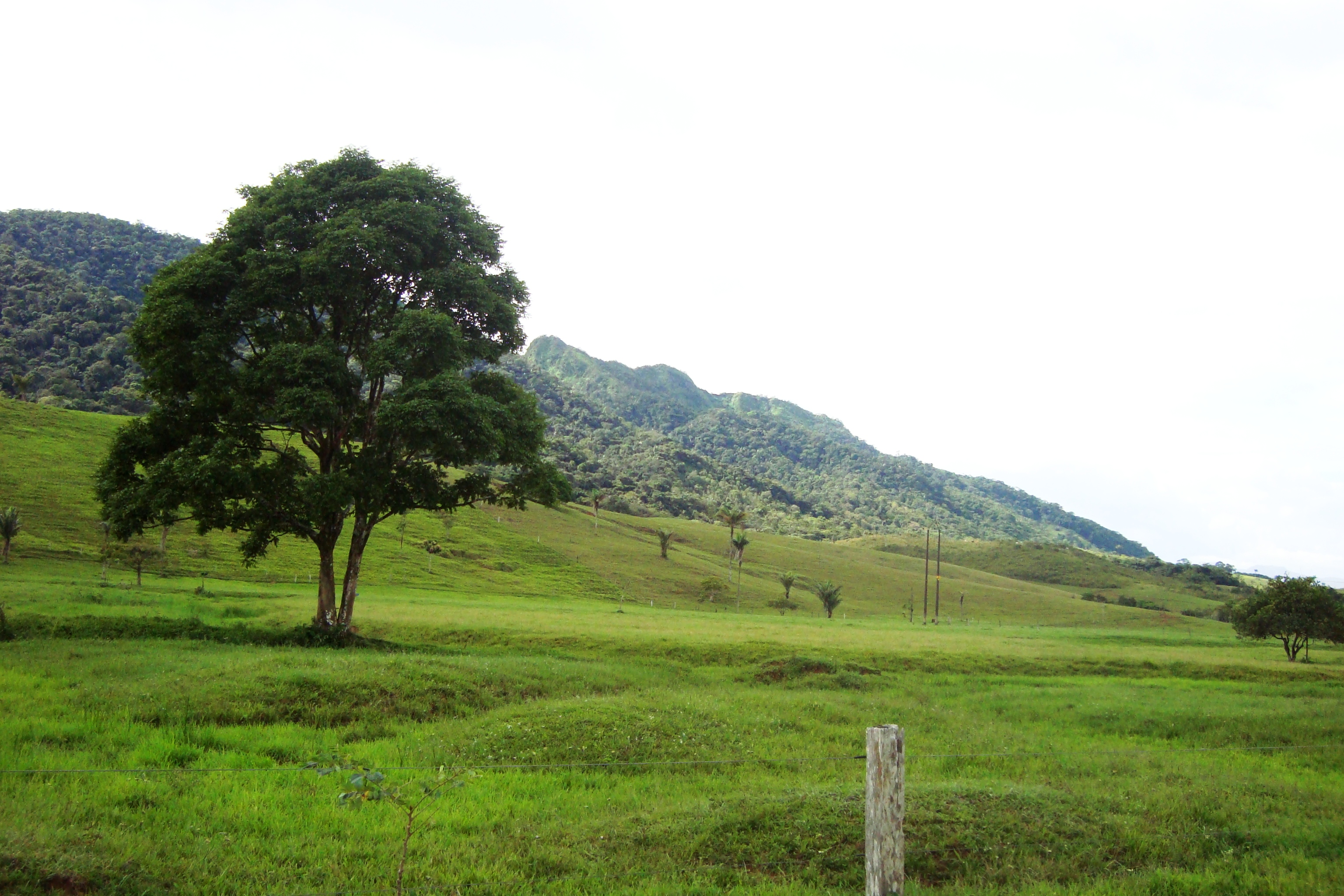
Piedemonte amazónico en un paraje rural del municipio de Florencia.

Se distinguen en el territorio del municipio de Florencia dos grandes unidades geomorfológicas de acuerdo con su dinámica de modelamiento de paisaje:
- Unidades denudacionales : desarrolladas por la acción de procesos exógenos —meteorización y erosión— que afectan a diferentes rocas, principalmente del Cenozoico (Terciario), aunque también se desarrolla sobre litologías de edad Precámbrica y Paleozoica. Incluye los paisajes de lomerío y colinas que se desarrollan sobre arcillolitas y areniscas arcillosas del Terciario que corresponden a cerca del 50% de la extensión total de Florencia. Esta categoría comprende también la Planicie Amazónica hasta donde se extiende la zona suroriental de Florencia (30% de su territorio).
- Unidades estructurales: desarrolladas por las fuerzas internas de la corteza terrestre, dando lugar a monoclinales o serranías como las que se encuentran en el piedemonte a lo largo de toda la jurisdicción municipal de Florencia, con una dirección SO-NE en una amplitud de veinte a treinta km, ocupando alrededor del 20% de su extensión.

### Suelos
En términos generales, los suelos del municipio de Florencia al igual que casi toda la Amazonia, son conocidos por su pobre aporte de minerales. De acuerdo con la clasificación del Proyecto PRORADAM, en Florencia se presentan los siguientes dos tipos de suelos diferenciables entre sí:
- Suelos de montaña formados por rocas sedimentarias del Mesozoico y metamórficas del Precámbrico. Son de espesor muy delgado debido a la alta pendiente del terreno.
- Suelos originados por la denudación, formados de rocas sedimentarias del Terciario (arcillosas) que cubren la mayor extensión en la región Amazónica.

En el municipio de Florencia también existen en menor proporción suelos de origen aluvial, ubicados principalmente en los planos de inundación o vegas. Se caracterizan por ser muy superficiales, pobremente drenados y por ser ácidos o muy ácidos, con un alto contenido de aluminio.

## Hidrografía

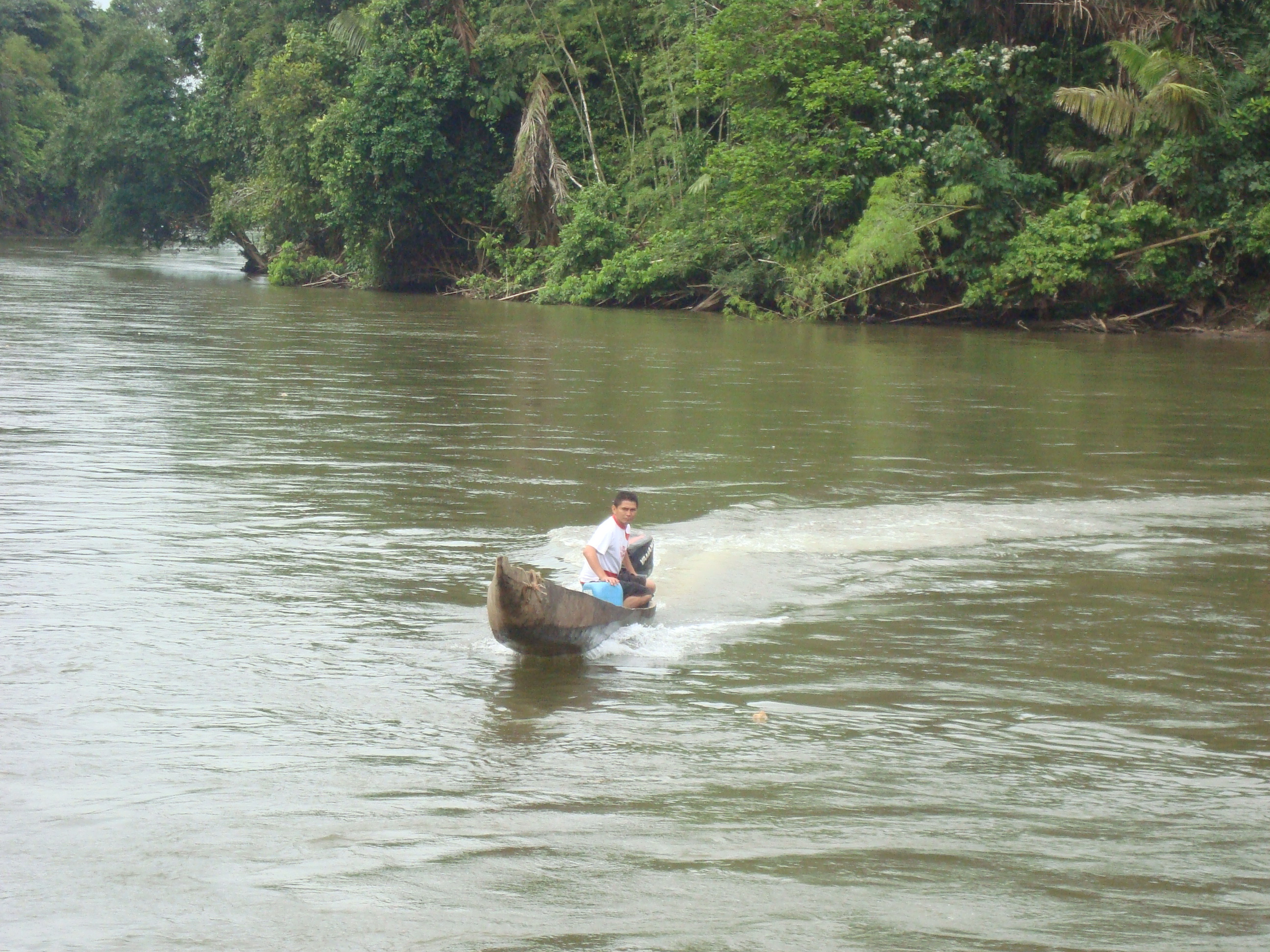
Río Orteguaza a su paso por zona rural de Florencia.

Florencia se ubica en una zona de ríos de aguas blancas, correspondientes a los drenajes que nacen en la región Andina, que presentan un contenido electrolítico relativamente alto, complementado con una carga significativa de partículas en suspensión provenientes de los procesos erosivos que operan en la zona de cordillera; presentan un pH ligeramente ácido a neutro (6,2 - 7,2), una conductividad de 100 μ/cm, baja transparencia y una alta productividad. Las precipitaciones en la zona en que se localiza Florencia se ubican en un nivel cercano a los 4000 mm anuales, con evapotranspiraciones potenciales (ETP) medias anuales cercanas a los 1200 mm, arrojando un exceso de agua dulce durante todo el año.
El principal río de la región es el Orteguaza, que cuenta con 130,6 km de longitud. En los ramales de la cordillera Oriental próximos a Florencia nacen varios de sus afluentes, para finalmente tributar sus aguas al río Caquetá. La ciudad de Florencia está en el margen oriental del río Hacha, que marca el límite urbano al oeste y al sur. Este río cuenta con 64,5 km de longitud, forma varias hoces en la cordillera Oriental y desemboca en el río Ortegaza al sureste de Florencia. La quebrada La Perdiz atraviesa la ciudad de norte a sur y confluye con el río Hacha a la altura del barrio Juan XXIII, al sur de la ciudad. El río Bodoquero nace en la cordillera Oriental, unos kilómetros al suroeste de Florencia. En él se practican deportes acuáticos como el ráfting y el canotaje.
El salto del río Caraño, de unos 50 metros de altura y ubicado en el corregimiento homónimo, tiene una base de difícil acceso debido a las paredes lisas de roca con gran cantidad de algas. El río forma piscinas naturales en una zona de gran biodiversidad y con buen estado de conservación. Allí subsisten varias especies de mariposas y de orquídeas. La cascada Nueva Jerusalén, de 65 metros de altura, está dividida en dos caídas verticales y un techo o repisa. Está formada por una pequeña quebrada afluente de La Perdiz.

## Clima
El clima de Florencia es de tipo cálido-húmedo, característico del ecosistema de bosque húmedo tropical. La ciudad está ubicada a 242 m s. n. m., cuenta con una temperatura media anual de 25 °C, con una tendencia monomodal a lo largo del año.
| Parámetros climáticos promedio de Florencia (Caquetá) | Parámetros climáticos promedio de Florencia (Caquetá) | Parámetros climáticos promedio de Florencia (Caquetá) | Parámetros climáticos promedio de Florencia (Caquetá) | Parámetros climáticos promedio de Florencia (Caquetá) | Parámetros climáticos promedio de Florencia (Caquetá) | Parámetros climáticos promedio de Florencia (Caquetá) | Parámetros climáticos promedio de Florencia (Caquetá) | Parámetros climáticos promedio de Florencia (Caquetá) | Parámetros climáticos promedio de Florencia (Caquetá) | Parámetros climáticos promedio de Florencia (Caquetá) | Parámetros climáticos promedio de Florencia (Caquetá) | Parámetros climáticos promedio de Florencia (Caquetá) | Parámetros climáticos promedio de Florencia (Caquetá) |
| Mes                                                   | Ene.                                                  | Feb.                                                  | Mar.                                                  | Abr.                                                  | May.                                                  | Jun.                                                  | Jul.                                                  | Ago.                                                  | Sep.                                                  | Oct.                                                  | Nov.                                                  | Dic.                                                  | Anual                                                 |
| ----------------------------------------------------- | ----------------------------------------------------- | ----------------------------------------------------- | ----------------------------------------------------- | ----------------------------------------------------- | ----------------------------------------------------- | ----------------------------------------------------- | ----------------------------------------------------- | ----------------------------------------------------- | ----------------------------------------------------- | ----------------------------------------------------- | ----------------------------------------------------- | ----------------------------------------------------- | ----------------------------------------------------- |
| Temp. máx. abs. (°C)                                  | 39.5                                                  | 38.1                                                  | 37.0                                                  | 35.4                                                  | 34.5                                                  | 34.6                                                  | 34.9                                                  | 35.0                                                  | 35.3                                                  | 37.0                                                  | 36.9                                                  | 37.1                                                  | 36.3                                                  |
| Temp. máx. media (°C)                                 | 32.7                                                  | 31.9                                                  | 30.8                                                  | 30.1                                                  | 29.9                                                  | 28.7                                                  | 28.5                                                  | 29.9                                                  | 30.6                                                  | 31.2                                                  | 31.5                                                  | 32.0                                                  | 30.7                                                  |
| Temp. mín. media (°C)                                 | 21.8                                                  | 21.9                                                  | 21.7                                                  | 21.5                                                  | 21.3                                                  | 21.0                                                  | 20.8                                                  | 20.9                                                  | 21.2                                                  | 21.7                                                  | 21.8                                                  | 21.8                                                  | 21.5                                                  |
| Temp. mín. abs. (°C)                                  | 18.4                                                  | 18.0                                                  | 18.0                                                  | 17.0                                                  | 18.0                                                  | 16.3                                                  | 16.0                                                  | 16.0                                                  | 18.0                                                  | 18.0                                                  | 18.0                                                  | 17.0                                                  | 17.4                                                  |
| Precipitación total (mm)                              | 119                                                   | 191                                                   | 296                                                   | 382                                                   | 471                                                   | 503                                                   | 461                                                   | 356                                                   | 329                                                   | 325                                                   | 254                                                   | 153                                                   | 3840                                                  |
| Horas de sol                                          | 157.5                                                 | 109.9                                                 | 102.5                                                 | 82.0                                                  | 106.4                                                 | 95.9                                                  | 104.1                                                 | 123.4                                                 | 135.4                                                 | 141.9                                                 | 146.8                                                 | 149.6                                                 | 1465.4                                                |
| Humedad relativa (%)                                  | 82.0                                                  | 83.0                                                  | 86.0                                                  | 87.0                                                  | 89.0                                                  | 89.0                                                  | 88.0                                                  | 87.0                                                  | 87.0                                                  | 85.0                                                  | 86.0                                                  | 84.0                                                  | 86.1                                                  |
| Fuente: IDEAM - Gobernación de Caquetá                |                                                       |                                                       |                                                       |                                                       |                                                       |                                                       |                                                       |                                                       |                                                       |                                                       |                                                       |                                                       |                                                       |

Florencia se encuentra afectada por el macroclima de la región suramazónica colombiana, a su vez influenciado por tres grandes sistemas de circulación atmosférica, debido a su localización cercana a la línea ecuatorial:
- Franja tropical del alisio del NE,
- Franja tropical del alisio del SE, y
- Franja ecuatorial donde convergen los sistemas de alisios de los dos hemisferios.

Según la clasificación de Köppen, el macroclima de mayor incidencia en Florencia es el «tropical lluvioso de selva sin sequía» —Af—, caracterizado por precipitación constante durante todo el año y una alta humedad relativa, superior al 80%. No obstante, en la zona cordillerana, se presenta el macroclima de montaña.

### Precipitaciones

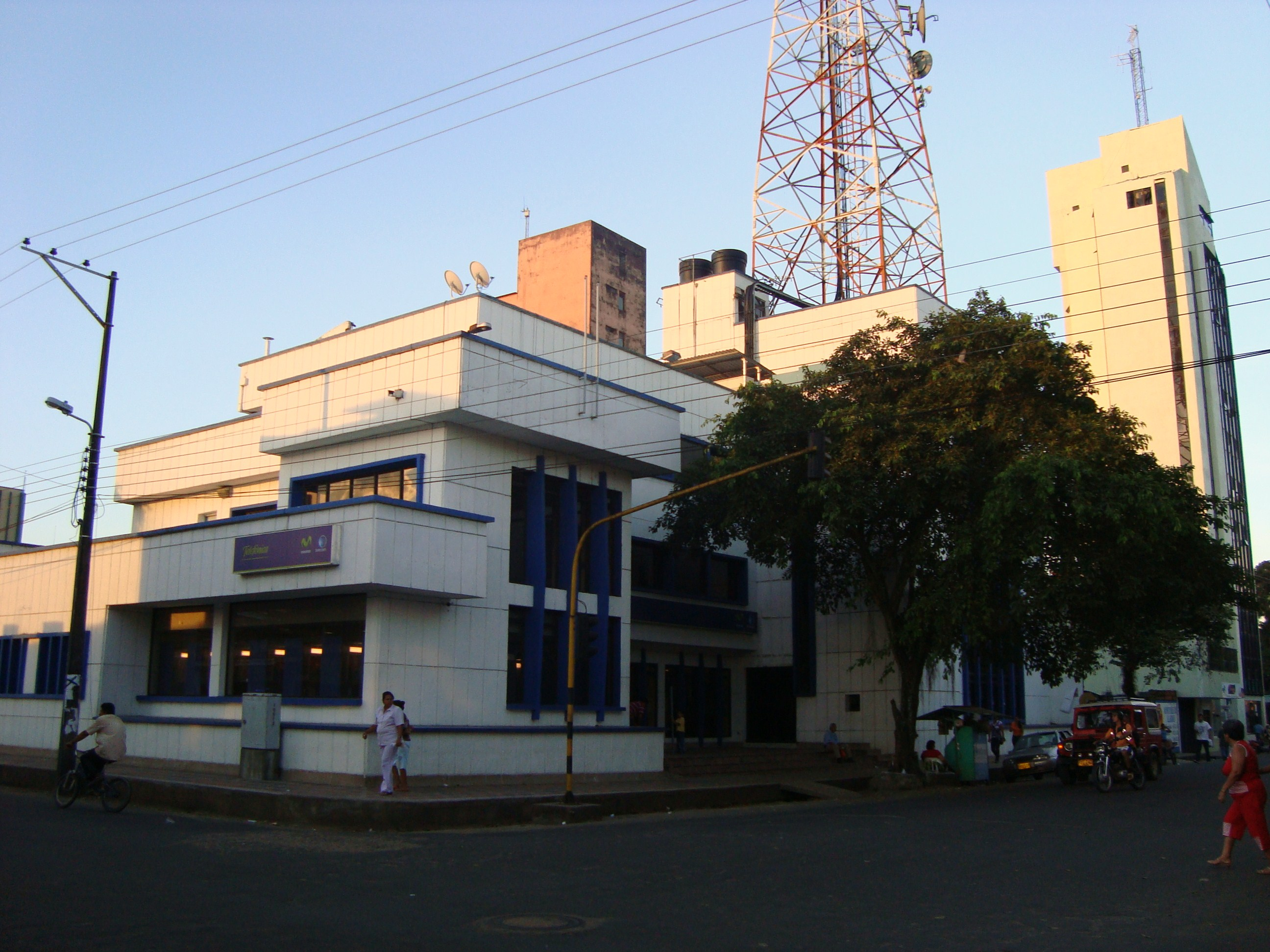
Día de sol en el centro de la ciudad de Florencia.

La presencia de lluvias es constante durante todo el año, pero se pueden definir unas épocas de «verano ecológico» en las cuales el volumen de lluvia mensual está por debajo del promedio sin configurar un período de sequía, que corresponde a los meses de diciembre a febrero. Por otra parte, se observa también un período en el cual el volumen de lluvias es superior al promedio mensual, determinando una época de «invierno ecológico» sin alcanzar niveles de monzón, correspondiente a los meses de mayo a julio. Para el resto de los meses se registran volúmenes de precipitación localizados dentro del intervalo de la media. En general, las precipitaciones son superiores a los 3000 mm anuales, alcanzando valores cercanos a 5500 mm/año en la zona andina al noroccidente del territorio municipal.

### Temperatura y brillo solar
La temperatura registrada en el municipio de Florencia presenta valores promedio de 25° C, con valores extremos entre 10° C en la parte andina del noroeste del término municipal, y 28° C en la llanura amazónica del suroriente. Al igual que con las precipitaciones, para las temperaturas se puede determinar un período «ecológicamente frío», que corresponde a los meses de mayo a julio; así mismo, se identifica un período «ecológicamente cálido» que se presenta durante los meses de diciembre a febrero. Los demás meses presentan temperaturas dentro del intervalo de la media.
La duración del día oscila entre las 11h50m durante el invierno ecológico, y las 12h30m durante el verano ecológico, con una radiación solar que varía alrededor de 113,7 kcal/cm²/año. El recurso hídrico pluvial se cuantifica en 65 L/km². La velocidad del viento en promedio alcanza 1,1 m/s, con máximos de 1,3 m/s en febrero y mínimos de 0,8 m/s registrados en octubre.

## Amenazas naturales
Florencia, al estar ubicada en la zona de piedemonte de la cordillera Oriental, se encuentra expuesta a algunas amenazas naturales de origen sísmico, debido a la actividad de la falla del Suaza, que a su vez está influenciada por el choque entre las placas tectónicas de Nazca, al occidente, y la Sudamericana, al oriente. El municipio de Florencia también es vulnerable a amenazas por la inestabilidad de laderas, favorecida por las precipitaciones que también causan amenazas de origen hidrometeorológico, representadas por el crecimiento súbito de los cuerpos de agua de la zona.
La siguiente tabla muestra la categorización de las distintas amenazas naturales a las que está expuesto el municipio de Florencia, siendo 3 un nivel de amenaza muy alto y 0 un nivel de amenaza muy bajo:
| Tipo de amenaza | Nivel |
| --------------- | ----- |
| Sísmica         | 2     |
| Volcánica       | 1     |
| Inundación      | 2     |
| Deslizamiento   | 2     |
| Vientos         | 1     |